# Raymond Cotton
Raymond Lavelle Cotton (San Diego, 22 dicembre 1990) è un giocatore di football americano statunitense, che gioca come quarterback nella Cavalaria 2 de Julho.